# Boelava-raket

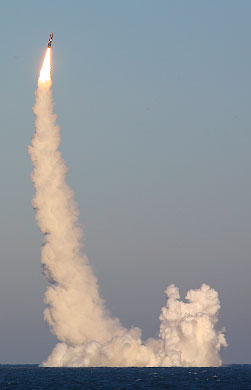
De atoomonderzeeër Joeri Dolgoroeki K-535 lanceert een Boelava-raket op 28 oktober 2011

De Boelava-raket (Russisch: Булава, "strijdknots") is een Russische intercontinentale kernraket met een bereik van 8.000 tot 15.000 kilometer die vanuit een onderzeeër wordt gelanceerd. De raket kan zes tot tien kernkoppen dragen van elk 150 tot 100 kiloton TNT-equivalent. Op 28 juni 2007 heeft Rusland de eerste geslaagde proef met deze nieuwe raket uitgevoerd vanaf de kernonderzeeboot Dmitri Donskoj TK-208 van de Typhoon-klasse. Volgens Rusland kan deze raket door alle bestaande antiraketsystemen heen breken. Het is een drietrapsraket. De eerste twee trappen werken met een vastebrandstofmotor en de laatste trap werkt met een vloeibarebrandstofmotor.
De raket is 12 meter hoog, heeft een diameter van 2 meter en een massa van 37 ton.
De raket benut zowel traagheidsnavigatie, GLONASS als astronavigatie om haar doel te vinden met 350 meter Circular Error Probable.
De Russische Marine heeft zeven kernonderzeeërs van de Borej-klasse die elk 16 Boelava-raketten meevoeren. Een meer Knjaz Pozjarski K-555 is te water gelaten, twee meer Dmitri Donskoj en Knjaz Potemkin staan op stapel en nog twee meer zijn gepland tegen 2031.
- Joeri Dolgoroeki K-535
- Aleksandr Nevski K-550
- Vladimir Monomach K-551
- Knjaz Vladimir K-549
- Knjaz Oleg K-552
- Generalissimus Suvorov K-553
- Imperator Aleksandr III K-554